# Lovisa a Suediei
Lovisa a Suediei (suedeză Lovisa Josefina Eugenia; daneză Louise Josephine Eugenie; 31 octombrie 1851 — 20 martie 1926) a fost regină a Danemarcei ca soție a regelui Frederick al VIII-lea al Danemarcei. A fost singura fiică a regelui Carol al XV-lea al Suediei și a Louisei a Olandei.

## Primii ani

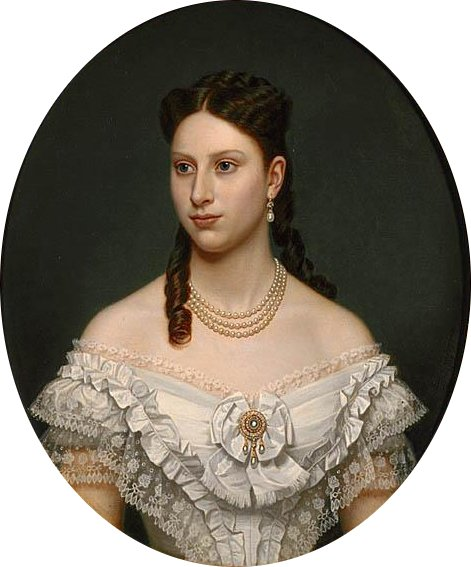
Louise a Suediei, de Amalia Lindegren.

Louise a avut o copilărie fericită. După decesul fratelui ei, Prințul Carl Oscar, în 1854, tatăl ei a tratat-o ca pe un băiat și deci i s-a permis să se dezvolte mai mult decât fetele în general, devenind o persoană încrezătoare, naturală și fericită. 
Acest lucru a îngrijorat-o oarecum pe mama ei, regina Louise, care era foarte dornică să se comporte în funcție de idealul feminin al vremii. Dar tatăl ei a spus cu dragoste despre ea: "Este un diavol urât, dar ea e amuzantă!", și a continuat s-o trateze în aceeași manieră ca și cum ar fi un fiu. 
Au fost mai multe discuții despre a o face pe Louise moștenitoarea tronurilor Suediei și Norvegiei, deoarece mama ei nu mai putea avea copii, iar ea era singurul copil în viață. Dar, deși Suedia a mai avut monarhi de sex feminin, și aprobarea succesiunii la tron a femeilor a fost declarată în 1604, prevederea pentru acest lucru n-a fost trecută în noua constituție din 1809. Succesiunea Louisei ar fi necesitat o schimbare în lege, și de asemenea, o modificare cu privire la tronul Norvegiei, care nu permitea succesiunea pe linie feminină. Problema a devenit controversată când unchiul Louisei, fratele tatălui ei, a avut un fiu în 1858.

## Căsătorie
Louise s-a căsătorit cu Prințul Moștenitor Frederick al Danemarcei (1843–1912) la Stockholm la 28 iulie 1869. Nunta a fost celebrată cu mare pompă într-un moment când Suedia era într-o stare de foamete iar zestrea prințesei a constat în lucruri fabricate în Suedia, pentru a beneficia economia suedeză. Căsătoria a fost sugerată ca o modalitate de a crea o relație de prietenie între Danemarca și Suedia. Cele două țări au fost într-o situație tensionată după ce Suedia nu a ajutat Danemarca, în timpul războiului cu Germania în 1863. 
Louise și Frederick s-au întâlnit pentru prima dată în 1862 iar în 1868, Frederick a fost invitat în Suedia să o cunoască pe Louise; întâlnirea lor a fost descrisă ca fiind un succes. În același an, s-au logodit. Danezii preferau o prințesă suedeză unei prințese germane după recentul război cu Germania. Căsătoria a fost salutată de către toate cele trei țări ca un simbol al noului Scandinavism. Începând cu Evul Mediu, ea a fost prima prințesă suedeză care a intrat prin căsătorie în casa regală daneză.
Căsătoria nu a fost una fericită și nici nu a modificat relațiile dintre cele două țări. Louise nu a avut o relație bună cu familia soțului ei, în special cu soacra sa și cu cumnatele sale și nu a fost susținută de soțul ei. 
A vizitat adesea Suedia, fiind prezentă la moartea ambilor părinți. A devenit strictă și religioasă. A fondat câteva organizații de caritate, cum ar fi «Bethania» și «Kronprinsesse L.s Asyl». În 1905, Norvegia a devenit independentă de Suedia cu ajutor danez, lucru care a cauzat tensiune între Danemarca și Suedia; Louisei îi era din ce în ce mai greu să viziteze Suedia.
A devenit regină a Danemarcei în 1906. Ca regină, ea a fost în principal cunoscută pentru multele proiecte caritabile, interes pe care l-a împărțit împreună cu soțul ei. Nu-i păsa de datoriile ceremonioase și de evenimentele publice; a trăit o viață discretă dedicată copiilor ei și intereselor sale legate de artă și literatură. A rămas văduvă în 1912. 
Louise a murit în 1926 la vârsta de 74 de ani.

## Copii
| Nume                                          | Portret | Date                                 | Note |  |
| --------------------------------------------- | ------- | ------------------------------------ | --- |  |
| Christian al Danemarcei Rege al Danemarcei    |         | 26 septembrie 1870 - 20 aprilie 1947 | Născut la Palatul Charlottenlund, s-a căsătorit cu Prințesa Alexandrine de Mecklenburg-Schwerin în 1898 și au avut copii.                                                   |  |
| Carl al Danemarcei Rege al Norvegiei          |         | 3 august 1872 - 21 septembrie 1957   | Născut la Palatul Charlottenlund, s-a căsătorit cu Prințesa Maud de Wales în 1896 și au avut un copil. A devenit rege al Norvegiei în 1905 sub numele de Haakon al VII-lea. |  |
| Louise a Danemarcei                           |         | 17 februarie 1875 - 4 aprilie 1906   | Născută la Palatul Amalienborg, s-a căsătorit cu Prințul Frederick de Schaumburg-Lippe în 1896 și au avut copii.                                                            |  |
| Harald al Danemarcei                          |         | 8 octombrie 1876 - 30 martie 1949    | Născut la Palatul Charlottenlund, s-a căsătorit cu Prințesa Helena Adelaide de Schleswig-Holstein-Sonderburg-Glücksburg în 1909 și au avut copii.                           |  |
| Ingeborg a Danemarcei Ducesă de Västergötland |         | 2 august 1878 - 11 martie 1958       | Născută la Palatul Charlottenlund, s-a căsătorit cu Prințul Carl, Duce de Westrogothia al Suediei și Norvegiei în 1897 și au avut copii.                                    |  |
| Thyra a Danemarcei                            |         | 14 martie 1880 - 2 noiembrie 1945    | Nu s-a căsătorit niciodată, nu a avut copii. |  |
| Gustav al Danemarcei                          |         | 4 martie 1887 - 5 octombrie 1944     | Născut la Palatul Charlottenlund, nu s-a căsătorit niciodată, nu a avut copii.                                                                                              |  |
| Dagmar a Danemarcei                           |         | 23 mai 1890 - 11 octombrie 1961      | Născută la Palatul Charlottenlund, s-a căsătorit cu Jørgen Castenskiold și au avut copii.                                                                                   |  |